# Шарон (тауншип, Миннесота)
Шарон (англ. Sharon) — тауншип в округе Ле-Сур, Миннесота, США. На 2000 год его население составило 658 человек.

## География
По данным Бюро переписи населения США площадь тауншипа составляет 92,9 км², из которых 92,6 км² занимает суша, а 0,4 км² — вода (0,39 %).

## Демография
По данным переписи населения 2000 года здесь находились 658 человек, 231 домохозяйство и 195 семей.  Плотность населения —  7,1 чел./км².  На территории тауншипа расположено 239 построек со средней плотностью 2,6 построек на один квадратный километр. Расовый состав населения: 97,42 % белых, 1,37 % коренных американцев, 0,15 % азиатов и 1,06 % приходится на две или более других рас. Испанцы или латиноамериканцы любой расы составляли 0,30 % от популяции тауншипа.
Из 231 домохозяйств в 38,5 % воспитывались дети до 18 лет, в 78,4 % проживали супружеские пары, в 3,9 % проживали незамужние женщины и в 15,2 % домохозяйств проживали несемейные люди. 13,4 % домохозяйств состояли из одного человека, при том 4,8 % из — одиноких пожилых людей старше 65 лет. Средний размер домохозяйства — 2,85, а семьи — 3,10 человека.
30,5 % населения младше 18 лет, 4,9 % в возрасте от 18 до 24 лет, 28,1 % от 25 до 44, 25,7 % от 45 до 64 и 10,8 % старше 65 лет. Средний возраст — 38 лет. На каждые 100 женщин приходилось 106,3 мужчин.  На каждые 100 женщин старше 18 приходилось 107,7 мужчин.
Средний годовой доход домохозяйства составлял 52 841 доллар, а средний годовой доход семьи —  57 083 доллара. Средний доход мужчин —  32 375  долларов, в то время как у женщин — 24 688. Доход на душу населения составил 21 314 долларов. За чертой бедности находились 3,4 % семей и 6,6 % всего населения тауншипа, из которых 12,6 % младше 18 лет.